# Elezioni comunali in Liguria del 1985
Le elezioni comunali in Liguria del 1985 si tennero il 12-13 maggio.

## Provincia di Genova

### Genova
| Partito                                                          | Partito                                            | Voti    | %     | Seggi | Differenza (%) | /       |
| ---------------------------------------------------------------- | -------------------------------------------------- | ------- | ----- | ----- | -------------- | ------- |
|                                                                  | Partito Comunista Italiano                         | 186 396 | 36,50 | 31    | 3,13           | 2       |
|                                                                  | Democrazia Cristiana                               | 128 416 | 25,15 | 21    | 2,61           | 2       |
|                                                                  | Partito Socialista Italiano                        | 73 514  | 14,40 | 12    | 2,01           | 2       |
|                                                                  | Movimento Sociale Italiano - Destra Nazionale      | 25 557  | 5,00  | 4     | 1,78           | 2       |
|                                                                  | Partito Repubblicano Italiano                      | 22 569  | 4,42  | 3     | 0,78           | Stabile |
|                                                                  | Partito Liberale Italiano                          | 19 405  | 3,80  | 3     | 1,35           | 1       |
|                                                                  | Partito Socialista Democratico Italiano            | 17 755  | 3,48  | 2     | 1,23           | 2       |
|                                                                  | Lista Verde                                        | 15 237  | 2,98  | 2     | 2,98           | 2       |
|                                                                  | Partito Nazionale Pensionati                       | 7 905   | 1,55  | 1     | 1,55           | 1       |
|                                                                  | Democrazia Proletaria                              | 7 828   | 1,53  | 1     | 0,44           | 1       |
|                                                                  | Lista Civica Verde                                 | 4 538   | 0,89  | 0     | 0,42           | 1       |
|                                                                  | Union Valdôtaine-Partito Democratico-UPAP-Ecologia | 966     | 0,19  | 0     | -              | -       |
|                                                                  | Partito Operaio Europeo                            | 549     | 0,11  | 0     | -              | -       |
| Totale                                                           | Totale                                             | 510 635 | 100   | 80    |                |         |
| Votanti                                                          | Votanti                                            | 535 025 | 86,14 |       |                |         |
| Elettori                                                         | Elettori                                           | 621 101 | 100   |       |                |         |
| Fonte: Archivio storico delle elezioni - Ministero dell'Interno. |                                                    |         |       |       |                |         |

### Chiavari
| Partito                                                                                             | Partito                                       | Voti   | %     | Seggi | Differenza (%) | /       |
| --------------------------------------------------------------------------------------------------- | --------------------------------------------- | ------ | ----- | ----- | -------------- | ------- |
| | Democrazia Cristiana                          | 8 742  | 42,13 | 18    | 1,32           | Stabile |
| | Partito Comunista Italiano                    | 4 278  | 20,61 | 9     | 0,69           | Stabile |
| | Partito Socialista Italiano                   | 2 820  | 13,59 | 5     | 2,18           | 1       |
| | Partito Repubblicano Italiano                 | 1 411  | 6,80  | 3     | 1,08           | 1       |
| | Partito Liberale Italiano                     | 1 161  | 5,59  | 2     | 0,50           | Stabile |
| | Movimento Sociale Italiano - Destra Nazionale | 1 017  | 4,90  | 2     | 1,38           | 1       |
| | Partito Socialista Democratico Italiano       | 857    | 4,13  | 1     | 1,02           | 1       |
| | Partito Nazionale Pensionati                  | 466    | 2,25  | 0     | -              | -       |
| Totale                                                                                              | Totale                                        | 20 752 | 100   | 40    |                |         |
| Votanti                                                                                             | Votanti                                       | 21 824 | 88,17 |       |                |         |
| Elettori                                                                                            | Elettori                                      | 24 753 | 100   |       |                |         |
| Fonte: Archivio storico delle elezioni - Ministero dell'Interno, su elezionistorico.interno.gov.it. |                                               |        |       |       |                |         |

### Rapallo
| Partito                                                          | Partito                                       | Voti   | %     | Seggi | Differenza (%) | /       |
| ---------------------------------------------------------------- | --------------------------------------------- | ------ | ----- | ----- | -------------- | ------- |
|                                                                  | Democrazia Cristiana                          | 10 263 | 50,44 | 17    | 4,05           | 2       |
|                                                                  | Partito Comunista Italiano                    | 4 006  | 19,69 | 6     | 2,02           | 1       |
|                                                                  | Movimento Sociale Italiano - Destra Nazionale | 1 330  | 6,54  | 2     | 0,39           | Stabile |
|                                                                  | Partito Socialista Italiano                   | 1 225  | 6,02  | 2     | 0,26           | Stabile |
|                                                                  | Partito Repubblicano Italiano                 | 1 099  | 5,40  | 1     | 2,42           | 1       |
|                                                                  | Partito Socialista Democratico Italiano       | 829    | 4,07  | 1     | 1,63           | Stabile |
|                                                                  | Partito Liberale Italiano                     | 771    | 3,79  | 1     | 0,88           | Stabile |
|                                                                  | Indipendenti                                  | 436    | 2,14  | 0     | -              | Stabile |
|                                                                  | Partito Nazionale Pensionati                  | 389    | 1,91  | 0     | -              | Stabile |
| Totale                                                           | Totale                                        | 20 348 | 100   | 30    |                |         |
| Votanti                                                          | Votanti                                       | 21 318 | 86,99 |       |                |         |
| Elettori                                                         | Elettori                                      | 24 507 | 100   |       |                |         |
| Fonte: Archivio storico delle elezioni - Ministero dell'Interno. |                                               |        |       |       |                |         |

### Sestri Levante
| Partito                                                          | Partito                                       | Voti   | %     | Seggi | Differenza (%) | /       |
| ---------------------------------------------------------------- | --------------------------------------------- | ------ | ----- | ----- | -------------- | ------- |
|                                                                  | Democrazia Cristiana                          | 5 264  | 34,46 | 11    | 1,41           | 1       |
|                                                                  | Partito Comunista Italiano                    | 5 243  | 34,32 | 11    | 1,57           | 1       |
|                                                                  | Partito Socialista Italiano                   | 2 935  | 19,21 | 6     | 1,24           | Stabile |
|                                                                  | Movimento Sociale Italiano - Destra Nazionale | 497    | 3,25  | 1     | 0,51           | 1       |
|                                                                  | Democrazia Proletaria                         | 477    | 3,12  | 1     | 0,74           | 1       |
|                                                                  | Partito Repubblicano Italiano                 | 444    | 2,91  | 0     | -              | Stabile |
|                                                                  | Partito Socialista Democratico Italiano       | 249    | 1,63  | 0     | 0,71           | Stabile |
|                                                                  | Partito Liberale Italiano                     | 167    | 1,09  | 0     | -              | Stabile |
| Totale                                                           | Totale                                        | 15 276 | 100   | 30    |                |         |
| Votanti                                                          | Votanti                                       | 16 071 | 91,22 |       |                |         |
| Elettori                                                         | Elettori                                      | 17 617 | 100   |       |                |         |
| Fonte: Archivio storico delle elezioni - Ministero dell'Interno. |                                               |        |       |       |                |         |

## Provincia di Imperia

### Imperia
| Partito                                                          | Partito                                       | Voti   | %     | Seggi | Differenza (%) | /       |
| ---------------------------------------------------------------- | --------------------------------------------- | ------ | ----- | ----- | -------------- | ------- |
|                                                                  | Democrazia Cristiana                          | 10 929 | 36,79 | 16    | 0,04           | Stabile |
|                                                                  | Partito Comunista Italiano                    | 6 883  | 23,17 | 10    | 5,58           | 3       |
|                                                                  | Partito Socialista Italiano                   | 5 044  | 16,98 | 7     | 6,27           | 3       |
|                                                                  | Partito Socialista Democratico Italiano       | 2 225  | 7,49  | 3     | 0,92           | 1       |
|                                                                  | Partito Repubblicano Italiano                 | 1 655  | 5,57  | 2     | 1,76           | 1       |
|                                                                  | Partito Liberale Italiano                     | 1 069  | 3,60  | 1     | 0,65           | Stabile |
|                                                                  | Movimento Sociale Italiano - Destra Nazionale | 907    | 3,05  | 1     | 0,51           | Stabile |
|                                                                  | Democrazia Proletaria                         | 618    | 2,08  | 0     | -              | -       |
|                                                                  | Imperia Nuova                                 | 373    | 1,26  | 0     | -              | -       |
| Totale                                                           | Totale                                        | 29 703 | 100   | 40    |                |         |
| Votanti                                                          | Votanti                                       | 31 281 | 91,50 |       |                |         |
| Elettori                                                         | Elettori                                      | 34 186 | 100   |       |                |         |
| Fonte: Archivio storico delle elezioni - Ministero dell'Interno. |                                               |        |       |       |                |         |

### Ventimiglia
| Partito                                                                                             | Partito                                       | Voti   | %     | Seggi | Differenza (%) | /       |
| --------------------------------------------------------------------------------------------------- | --------------------------------------------- | ------ | ----- | ----- | -------------- | ------- |
| | Democrazia Cristiana                          | 5 993  | 34,20 | 11    | 6,07           | 2       |
| | Partito Comunista Italiano                    | 3 940  | 22,48 | 7     | 3,01           | 1       |
| | Partito Socialista Italiano                   | 3 021  | 17,24 | 6     | 1,14           | Stabile |
| | Partito Socialista Democratico Italiano       | 1 534  | 8,75  | 3     | 4,28           | 1       |
| | Partito Repubblicano Italiano                 | 1 283  | 7,32  | 2     | 2,90           | 1       |
| | Movimento Sociale Italiano - Destra Nazionale | 875    | 4,99  | 1     | 1,48           | Stabile |
| | Democrazia Proletaria                         | 477    | 2,72  | 0     | 0,08           | Stabile |
| | Partito Liberale Italiano                     | 401    | 2,29  | 0     | 1,95           | 1       |
| Totale                                                                                              | Totale                                        | 17 524 | 100   | 30    |                |         |
| Votanti                                                                                             | Votanti                                       | 18 654 | 85,83 |       |                |         |
| Elettori                                                                                            | Elettori                                      | 21 734 | 100   |       |                |         |
| Fonte: Archivio storico delle elezioni - Ministero dell'Interno, su elezionistorico.interno.gov.it. |                                               |        |       |       |                |         |

## Provincia della Spezia

### La Spezia
| Partito                                                                                             | Partito                                       | Voti   | %     | Seggi | Differenza (%) | /       |
| --------------------------------------------------------------------------------------------------- | --------------------------------------------- | ------ | ----- | ----- | -------------- | ------- |
| | Partito Comunista Italiano                    | 31 406 | 38,51 | 20    | 2,10           | 2       |
| | Democrazia Cristiana                          | 24 830 | 30,44 | 16    | 1,42           | 1       |
| | Partito Socialista Italiano                   | 10 046 | 12,32 | 6     | 0,36           | Stabile |
| | Partito Repubblicano Italiano                 | 4 513  | 5,53  | 3     | 0,73           | Stabile |
| | Movimento Sociale Italiano - Destra Nazionale | 3 527  | 4,32  | 2     | 0,36           | Stabile |
| | Lista Verde                                   | 1 751  | 2,15  | 1     | 2,15           | 1       |
| | Partito Socialista Democratico Italiano       | 1 645  | 2,02  | 1     | 0,90           | Stabile |
| | Partito Liberale Italiano                     | 1 525  | 1,87  | 1     | 0,65           | Stabile |
| | Democrazia Proletaria                         | 1 220  | 1,50  | 0     | 0,48           | Stabile |
| | Partito Nazionale Pensionati                  | 1 100  | 1,35  | 0     | -              | -       |
| Totale                                                                                              | Totale                                        | 81 563 | 100   | 50    |                |         |
| Votanti                                                                                             | Votanti                                       | 84 787 | 89,46 |       |                |         |
| Elettori                                                                                            | Elettori                                      | 94 772 | 100   |       |                |         |
| Fonte: Archivio storico delle elezioni - Ministero dell'Interno, su elezionistorico.interno.gov.it. |                                               |        |       |       |                |         |

### Sarzana
| Partito                                                          | Partito                                                           | Voti   | %     | Seggi | Differenza (%) | /       |
| ---------------------------------------------------------------- | ----------------------------------------------------------------- | ------ | ----- | ----- | -------------- | ------- |
|                                                                  | Partito Comunista Italiano                                        | 6 538  | 46,72 | 15    | 1,53           | 1       |
|                                                                  | Democrazia Cristiana                                              | 2 911  | 20,80 | 7     | 0,62           | Stabile |
|                                                                  | Partito Socialista Italiano                                       | 2 911  | 20,80 | 6     | 1,85           | Stabile |
|                                                                  | Partito Liberale Italiano–Partito Socialista Democratico Italiano | 585    | 4,18  | 1     | 3,09           | Stabile |
|                                                                  | Partito Repubblicano Italiano                                     | 432    | 3,09  | 1     | 0,97           | 1       |
|                                                                  | Movimento Sociale Italiano - Destra Nazionale                     | 380    | 2,72  | 0     | 0,74           | Stabile |
|                                                                  | Democrazia Proletaria                                             | 236    | 1,69  | 0     | 0,43           | Stabile |
| Totale                                                           | Totale                                                            | 13 993 | 100   | 30    |                |         |
| Votanti                                                          | Votanti                                                           | 14 645 | 92,05 |       |                |         |
| Elettori                                                         | Elettori                                                          | 15 910 | 100   |       |                |         |
| Fonte: Archivio storico delle elezioni - Ministero dell'Interno. |                                                                   |        |       |       |                |         |

## Provincia di Savona

### Savona
| | Partito Comunista Italiano                    | 21 625 | 42,04 | 19 | 1,04 | 1       |
| | Democrazia Cristiana                          | 12 489 | 24,28 | 10 | 0,12 | Stabile |
| | Partito Socialista Italiano                   | 6 700  | 13,03 | 5  | 4,10 | 2       |
| | Partito Repubblicano Italiano                 | 3 049  | 5,93  | 2  | 1,61 | 1       |
| | Movimento Sociale Italiano - Destra Nazionale | 2 585  | 5,03  | 2  | 1,95 | 1       |
| | Partito Liberale Italiano                     | 1 821  | 3,54  | 1  | 0,47 | Stabile |
| | Partito Nazionale Pensionati                  | 1 344  | 2,61  | 1  | 2,61 | 1       |
| | Partito Socialista Democratico Italiano       | 1 111  | 2,16  | 0  | 2,29 | 2       |
| | Democrazia Proletaria                         | 710    | 1,38  | 0  | 0,24 | Stabile |
| Totale                                                                                              | Totale                                        | 51 434 | 100   | 40 | —    | —       |
| Votanti                                                                                             | Votanti                                       | 55 033 | 89,16 |    |      |         |
| Elettori                                                                                            | Elettori                                      | 61 727 | 100   |    |      |         |
| Fonte: Archivio storico delle elezioni – Ministero dell'Interno, su elezionistorico.interno.gov.it. |                                               |        |       |    |      |         |